# 米特羅法尼夫卡 (庫皮揚斯克區)
49°56′57″N 37°40′23″E / 49.94917°N 37.67306°E
米特羅法尼夫卡（烏克蘭語：Митрофанівка）是位於烏克蘭東部的村莊，由哈爾科夫州庫皮揚斯克區的德沃里奇纳市镇負責管轄。該村始建於1830年，面積1.01平方公里，海拔高度88米，2001年人口372，人口密度每平方公里366.9人。